# اپن هویزن
اپن هویزن (به هلندی: Eppenhuizen) یک منطقهٔ مسکونی در هلند است که در ایمس‌موند واقع شده‌است. اپن هویزن ۵۰ نفر جمعیت دارد.